# Kazimierz Czelny
Kazimierz Tadeusz Józef Czelny (ur. 17 marca 1922 we Lwowie, zm. 29 stycznia 2001 w Londynie) – polski inżynier.

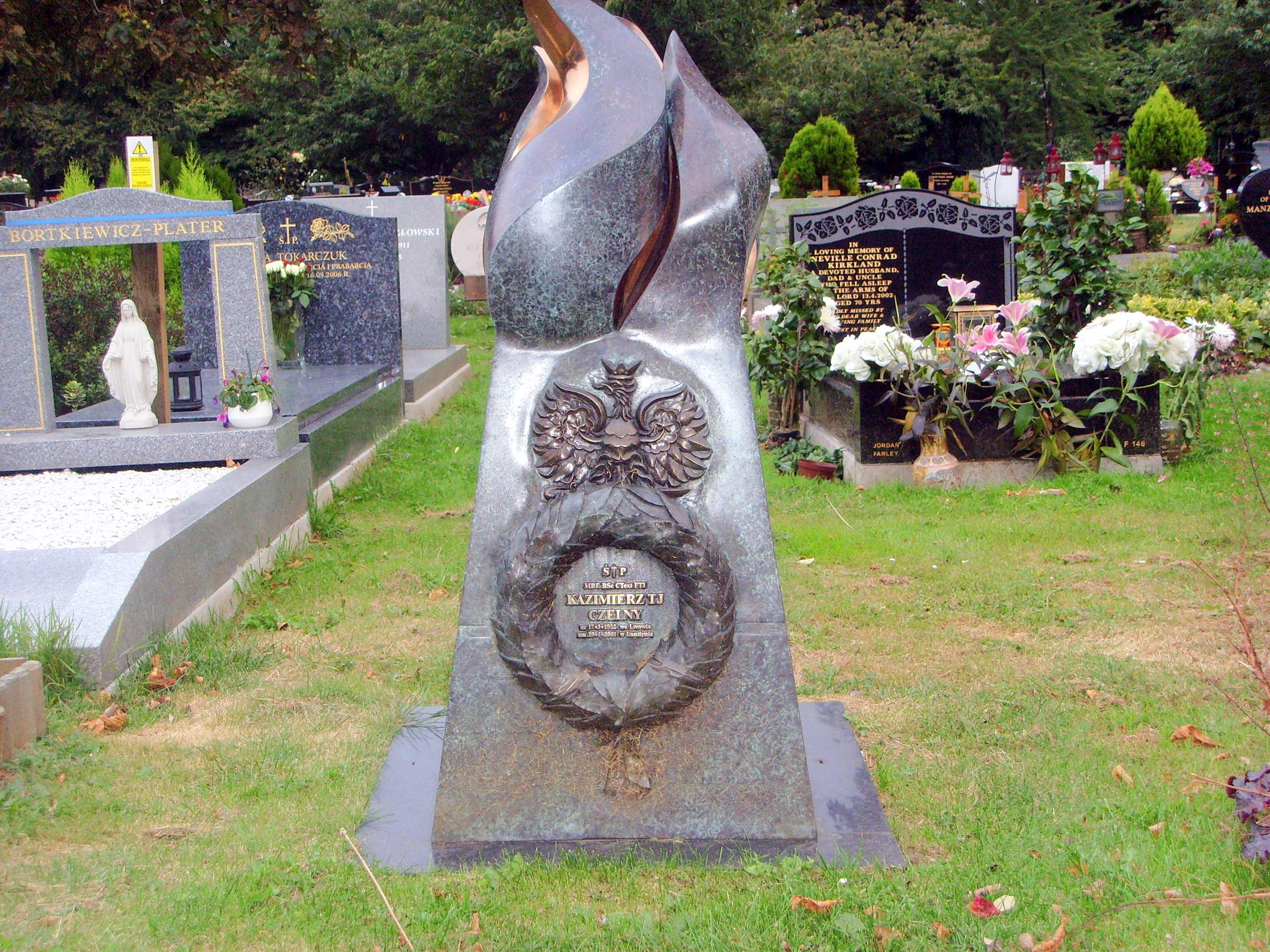
Nagrobek Kazimierza Czelnego

## Życiorys
Urodził się 17 marca 1922 we Lwowie. Był synem kpt. dr. Stanisława Czelnego (lekarz, oficer ZWZ-AK, lekarz Inspektoratu Nowy Targ AK, odznaczony Złotym Krzyżem Zasługi z Mieczami). Ukończył gimnazjum i zdał egzamin dojrzałości.
Podczas II wojny światowej wstąpił do podziemia. W 1942 został aresztowany przez gestapo, po czym był więziony w niemieckich obozach koncentracyjnych w Auschwitz-Birkenau i Mauthausen. Po uwolnieniu przez Amerykanów wstąpił do 4 Pułku Pancernego „Skorpion” Polskich Sił Zbrojnych na Zachodzie.
Po wojnie pozostał na emigracji w Wielkiej Brytanii. Kształcił się na Politechnice w Turynie, Polskim Uniwersytecie w Londynie i Uniwersytecie Londyńskim. Uzyskał tytuł inżyniera. 11 marca 1954 został naturalizowany w Wielkiej Brytanii. W 1957 podjął pracę w fabryce Ford UK. Pracował na stanowisku section supervisor, przebywał sześć miesięcy w Ford USA, po czym w 1967 został Maneger of Interion trim, Materials Development Laboratory. Dysponując biegłą znajomością języków angielskiego, włoskiego i niemieckiego, prowadził badania nad wewnętrznym urządzeniem samochodów tego przedsiębiorstwa oraz nad materiałami, był odpowiedzialny za bilingual specification. Od 1967 był członkiem Ford of Europe i był odpowiedzialny za laboratorium materiałów dla wnętrz samochodów. Z ramienia fabryki wygłaszał wykłady na sympozjach i uniwersytetach.
Zmarł 29 stycznia 2001 w Londynie. Został pochowany na Cmentarzu Gunnersbury w Londynie. Był żonaty z Krystyną (architekt, rzeźbiarka), miał córkę.

## Odznaczenia
- Medal Wojska[2]
- Krzyż Armii Krajowej[2]
- Kawaler cywilnego Orderu Imperium Brytyjskiego (1973)[2]
- War Medal 1939–1945[2]